# Rodine (gmina Črnomelj)
Rodine – wieś w Słowenii, w gminie Črnomelj. W 2018 roku liczyła 97 mieszkańców.